# 人狼村之谜
《人狼村之谜》是KEMCO开发的一款悬疑解谜题材冒險遊戲。2015年12月3日於日本地區的Android和iOS平台推出，之後陸續移植到PlayStation Vita、PlayStation 4、任天堂Switch、Windows等平台。

## 情節
本作的舞台为现代日本的村落“人狼村”，在这里存在着邪恶的信仰。本作的主角是一名24岁的大学生“房石阳明”。为了缓解失恋的伤痛，房石阳明决定进行一次摩托车旅行，但却因为意外而进入了一个叫作“休水村”的偏僻村庄，他并不知道，这个神秘的村庄正在进行着一场真实的狼人杀游戏。
在游戏中，身为主角的房石阳明将会不断重复死而再生的循环现象，每次在“宴”的过程中死亡之后，都会以保留片段记忆的型态重新复活，再度开始。玩家们将透过不断的死亡与复活，来探索故事的真相。

### 角色
遊戲主要角色如下：
- 房石阳明（配音：荒井智） － 本作的男主角。
- 芹泽千枝实（配音：北泽志稳） － 本作的女主角。
- 回末李花子（配音：冈村海那实）
- 卷岛春（配音：假屋美希）
- 织部泰长（配音：松本恭平）
- 酿田近望（配音：古谷野纱罗（生田奈奈））
- 室匠（配音：齐藤拓哉）
- 织部香织（配音：植木由美子）
- 织部义次（配音：鸭野孝升）
- 山胁多惠（配音：鲷ゆみ坊）
- 卷岛宽造（配音：松元一真）
- 能里清之介（配音：胜畑伸之介）
- 木田德治（配音：小泽直树） － 人称“狼老头”。
- 咩子（配音：南美穗）
- 马宫久子（配音：岩本悠花）
- 桥本雄大（配音：百濑晃人）
- 美佐峰美辻（配音：清水真梨菜） － 便利店店员。

## 音樂
遊戲片頭曲爲《最后的愿望》，由amphibian作词，乃々都（STUDIO CARNAVAL）作曲，DWANGO编曲，三人組合D-LU-PS（浅野伊知子、稻月琴海、田边千香子）演唱。片尾曲《Last Acceleration》創作班底相同，歌手爲芹泽千枝实配音員北泽志稳。插入曲《申奈诣》（“参拜申奈”之意）由amphibian作词、作曲，乃々都（STUDIO CARNAVAL）编曲。